# كهف باياهاوت بات
كهف باياهاوت بات هو كهف ساحلي في جزيرة سانت فينسنت والغرينادين الكاريبية على الساحل الغربي.
يعد الكهف معلمًا محليًا للقوارب التي تنظم رحلات الغوص والغطس للسياح.
يُعتقد أن الكهف يحتوي على عدد كبير من الخفافيش الصاخبة.